# Ciclodecan
Ciclodecanul  este un cicloalcan cu formula chimică C10H20.